# Constantin Hangerli
Constantin Hangerli (auch: Constantin Hangerliu, Hangherli, Handjery; griechisch Κωνσταντίνος Χαγγέρλι; türkisch Konstantin Hangerlı; † 18. Februar 1799, Bukarest, Fürstentum Walachei, Osmanisches Reich) war ein Fürst der Walachei, welche damals Teil des Osmanischen Reiches war. Er war im Amt von 1797 bis zu seinem Tod. Sein Bruder Alexander Hangerli war Fürst des Fürstentum Moldau bis 1807.

## Leben

### Jugend und Karriere
Als Phanariote beanspruchte Hangerli familiäre Beziehungen zur byzantinischen Herrscherfamilie der Palaiologen. Er war verheiratet mit Doamna Roxana. Eine Überlieferung berichtet, dass der Familienname Hangerli (Hanjeri) einem Vorfahren verliehen wurde, weil er Sultan Mehmed IV. von einer schweren Krankheit geheilt hatte. Der Name entsteht aus dem Wortstamm handjer, was eine Bezeichnung für eine Person ist, die dem Sultan nahe steht. Die Hangerlis waren verwandt mit anderen hochrangigen Familien wie den Ypsilantis und den Mourousis.
Nachdem er als Dragoman der osmanischen Flotte gedient hatte, wurde er überraschend als Fürst nach Bukarest entsandt, obwohl er nur als zweiter Kandidat nach dem berühmteren Alexander Ypsilantis gegolten hatte. Möglicherweise lässt sich diese Berufung auf den Einfluss seines früheren Kameraden und Kapudan Pasha, Husein Küçük, zurückführen: der letztere war entsandt worden, um eine Rebellion von Osman Pazvantoğlu in Rumelien zu unterdrücken und hatte gefordert, dass in der Walachei ein vertrauenswürdiger Fürst eingesetzt würde.
Hangerli erreichte Bukarest am 4. Januar 1798. Er brach mit dem örtlichen Brauch, die Stadt durch die Calea Şerban Vodă zu betreten und zog durch die Podul Mogoşoaiei ein. Die Bevölkerung hielt dies für ein schlechtes Omen und Vorzeichen für eine „unweise Herrschaft“. Wie alle Phanarioten machte er einen Halt am Văcăreşti-Kloster, um sich auf die offizielle Inauguration vorzubereiten. Aus unbekannten Gründen blieb er dort über einen Monat, bevor er ins St. Sava-Kloster einzog, wo er blieb, bis der Curtea Nouă völlig restauriert war.

### „Hangerlis Winter“ und Konflikt mit Husein Küçük
Hangerli führte starke Steuererhöhungen durch und erfand neue Steuern, unter anderem eine für Witwen. Diese Maßnahmen wurden nicht nur durch die Forderungen der Hohen Pforte bestimmt. Während die Militäraktionen gegen Pazvantoğlu finanziert werden mussten, wollte der Fürst auch noch seine eigenen Einkünfte vermehren.
Die Steuerbelastung erreichte ihren Höhepunkt, als die verhasste văcărit (Kuh-Steuer) wieder eingeführt wurde, die sein Vorgänger Konstantinos Mavrokordatos dauerhaft abgeschafft hatte. Dazu musste Hangerli die Aufhebung eines Fluchs von Patriarch Gregor V. erkaufen, der über die Steuer verhängt worden war. Trotzdem verursachte die Steuer immer noch heftige Opposition der Rumänisch-Orthodoxen Kirche und von Metropolit Dosiftei Filiti. Auch die Bojaren weigerten sich, den Erlass zu unterzeichnen, und Hangerli musste vier von ihnen bestechen (unter anderem Nicolae Brâncoveanu und Cornescu), damit sie unterzeichneten. Um eine Rebellion zu verhindern, wurden alle Bojaren von der Steuer befreit.
Die Wintermonat des Jahres 1798, in dem die Abgesandten des Fürsten das Land plünderten, während die Bauern versuchten, ihr Vieh zu verstecken, wurden bekannt als „Hangerlis Winter“. Die Zählungen ergaben eine große Zahl an Tieren, aber die Bevölkerung hatte kein Geld, um die Steuer zu bezahlen. Letztlich befahl Hangerli Erpressung durch Folter. Es wird überliefert, dass Hangerli selbst gesagt haben soll: „Wenn sie bezahlen, wird niemand getötet werden.“
Der andauernde Krieg zwischen den osmanischen Truppen und Pazvantoğlu brachte den regulären Truppen mehrere Niederlagen. Husein Küçük zog sich nach Bukarest zurück. Aus Angst vor dem Zorn Selims III., schob er die Schuld auf Hangerli, indem er behauptete, dieser habe nicht genug Gelder bereitgestellt. Als er dies erfuhr, versuchte Hangerli noch, eine Intrige gegen Küçük zu spinnen, fiel aber selbst in Ungnade, weil eine Koalition seiner Gegner gegen ihn stritt. Der Chronist Dionisie Eclesiarhul berichtet, Hangerlı habe versucht, die Gnade Küçüks zu erkaufen, indem er ihm bei einem Bankett Prostituierte zuführte, die er als Mitglieder der einflussreichen Bojarenfamilien verkleidet hatte.
Hinrichtung
Am 11. Februar 1799 erließ der Sultan einen Ferman mit dem Auftrag, Hangerli sofort hinzurichten, und ein kapucu (Delegierter an Fürsten) wurde nach Bukarest entsandt, der von einem Scharfrichter begleitet wurde (Dionisie beschreibt ihn als „einen furchteinflösenden Mohr“). Die beiden reisten incognito und verbrachten bei ihrer Ankunft zunächst drei Tage verborgen in einem Gasthof.
Trotz Warnungen seines Postelnic empfing Hangerli die beiden und wurde, nachdem er den Ferman gelesen hatte, sofort angegriffen und von dem Mohren erwürgt, bevor er seine Wachen rufen konnte. Ihm wurde zweimal in die Brust geschossen, er wurde erstochen und schließlich enthauptet. Die Wachen, die ins Zimmer stürmten, als sie die Schüsse hörten, bekamen den Ferman vorgelegt und konnten nichts mehr tun. Der Kapucu stellte Hangerlis Kopf für alle Zeugen aus und bemerkte: „Hier ist der Hund, der des Sultans Rayah gefressen hat“. Dann zeigte er ihn der Roxana mit den Worten: „Hier ist der Kopf deines Mannes“.
Hangerlis Leichnam wurde im Hof des Palasts mehrere Tage lang ausgestellt; ein Passant warf einen Para nach dem abgetrennten Kopf und schimpfte: „Hier, ersticke an Geld!“ (Satură-te de bani). Der Leichnam wurde in der Kirche St. Spyridon der Neue (Sfântul Spiridon Nou) beigesetzt.
Zilot Românul schrieb ein Gedicht über die Geschichte, in dem er Sultan Selim lobt, dass er „Gutes aus dem Schlechten gemacht“ habe, weil er „unwissentlich uns von der angarea befreit hat“. Angarea oder angarà ist ein altertümliches Wort für hohe Steuern.